# Zbrodnia w Nowych Święcianach
Zbrodnia w Nowych Święcianach (1941) – mord na żydowskich mieszkańcach Święcian i okolicznych miejscowości dokonany w czasie II wojny światowej przez litewskich kolaborantów podporządkowanych niemieckim władzom okupacyjnym. Podczas masowej egzekucji przeprowadzonej 7–8 października 1941 roku na poligonie wojskowym pod Nowymi Święcianami zamordowano ponad 3,7 tys. mężczyzn, kobiet i dzieci.

## Przebieg
Zadanie wymordowania żydowskiej społeczności Święcian niemieccy okupanci powierzyli litewskiej formacji kolaboracyjnej Ypatingasis būrys. W tym celu z Wilna odkomenderowano około 30 członków oddziału. Masową egzekucję przeprowadzono w dniach 7–8 października 1941 roku na terenie poligonu wojskowego pod Nowymi Święcianami. W przerwach między rozstrzeliwaniami członkowie Ypatingasis būrys udawali się na posiłek do stołówki na stacji kolejowej w Nowych Święcianach. 
Zgodnie z raportem sporządzonym przez SS-Standartenführera Karla Jägera w Nowych Święcianach zamordowano wtedy 3726 Żydów, w tym 1840 kobiet i 717 dzieci. Rūta Vanagaitė i Efraim Zuroff podają natomiast liczbę 3476 ofiar.
Po październikowej masakrze w Święcianach pozostało około 500 Żydów. Zostali oni zamknięci w getcie. Święciańskie getto istniało do 4 kwietnia 1943 roku, kiedy to jego mieszkańców wywieziono na śmierć do podwileńskich Ponar. Tylko nieliczną grupę mężczyzn osadzono wtedy w obozie pracy w Bezdanach.
W 1961 roku w miejscu masowej egzekucji stanął pomnik wzniesiony przez władze sowieckie. W 2001 roku został on odnowiony dzięki finansowemu wsparciu rządu Wielkiej Brytanii.